# Cantaing British Cemetery
Le cimetière « Cantaing British Cemetery » est un cimetière militaire de la Première Guerre mondiale situé sur le territoire de la commune de Cantaing-sur-Escaut, Nord.

## Localisation
Ce cimetière est situé dans le village, au nord-est, à l'angle de la Grande-Rue et de la rue de Fontaine.

## Historique
Occupée dès la fin août 1914 par les troupes allemandes, Cantaing-sur-Escaut est restée loin des combats jusqu'au 21 novembre 1917, premier jour de la bataille de Cambrai, date à laquelle le village a été capturé par la 51e division britannique avec appui de chars. Il a été tenu contre une attaque le 1er décembre, mais abandonné quelques jours plus tard. Le village a été définitivement repris à la fin de septembre 1918. Ce cimetière a été créé à cette date.

## Caractéristique
Il y a maintenant 68 victimes de guerre 1914-18 commémorées sur ce site dont 5 ne sont pas identifiées. Le cimetière couvre une superficie de 55 mètres carrés et est entouré par un mur de moellons sur trois côtés.

## Galerie

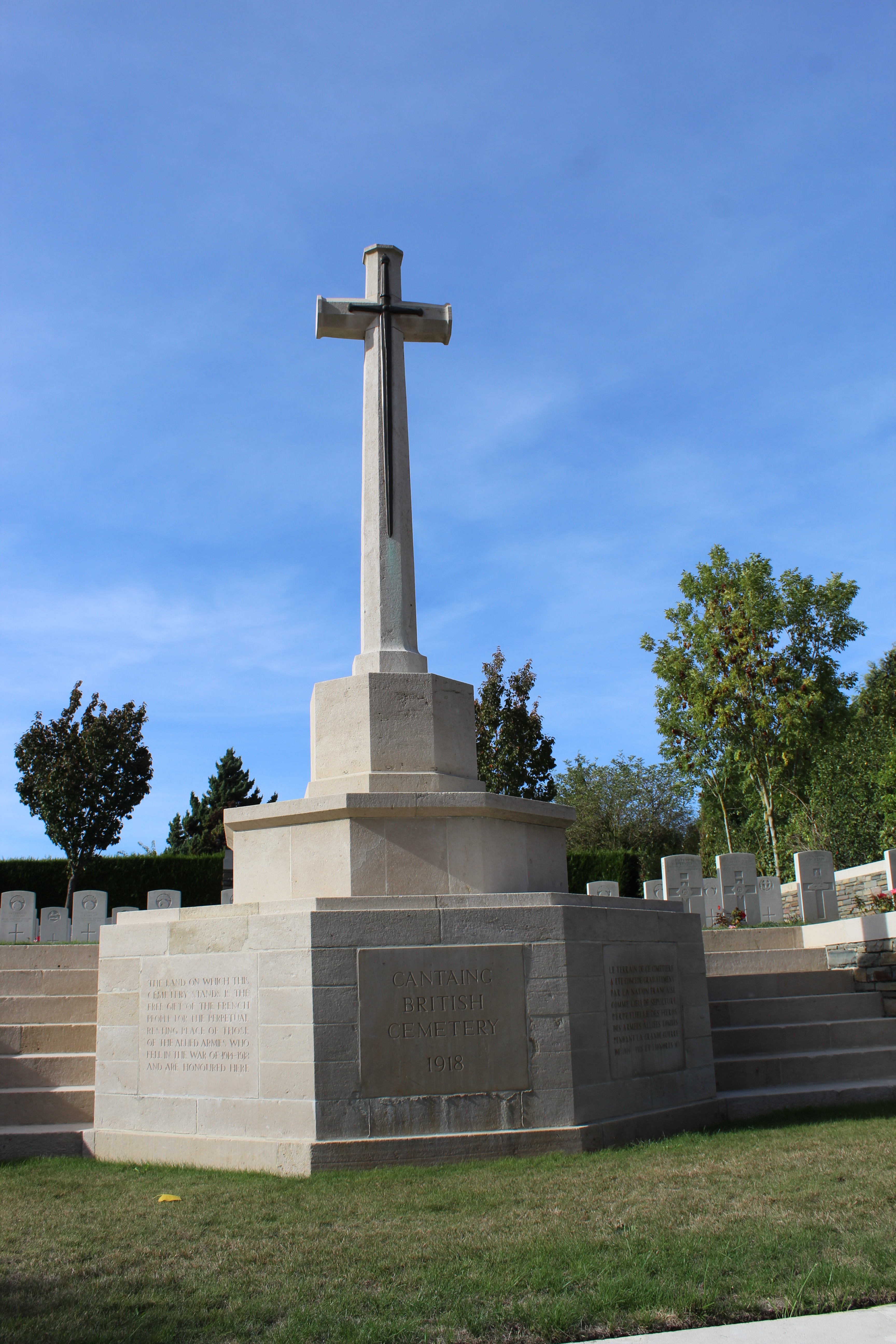
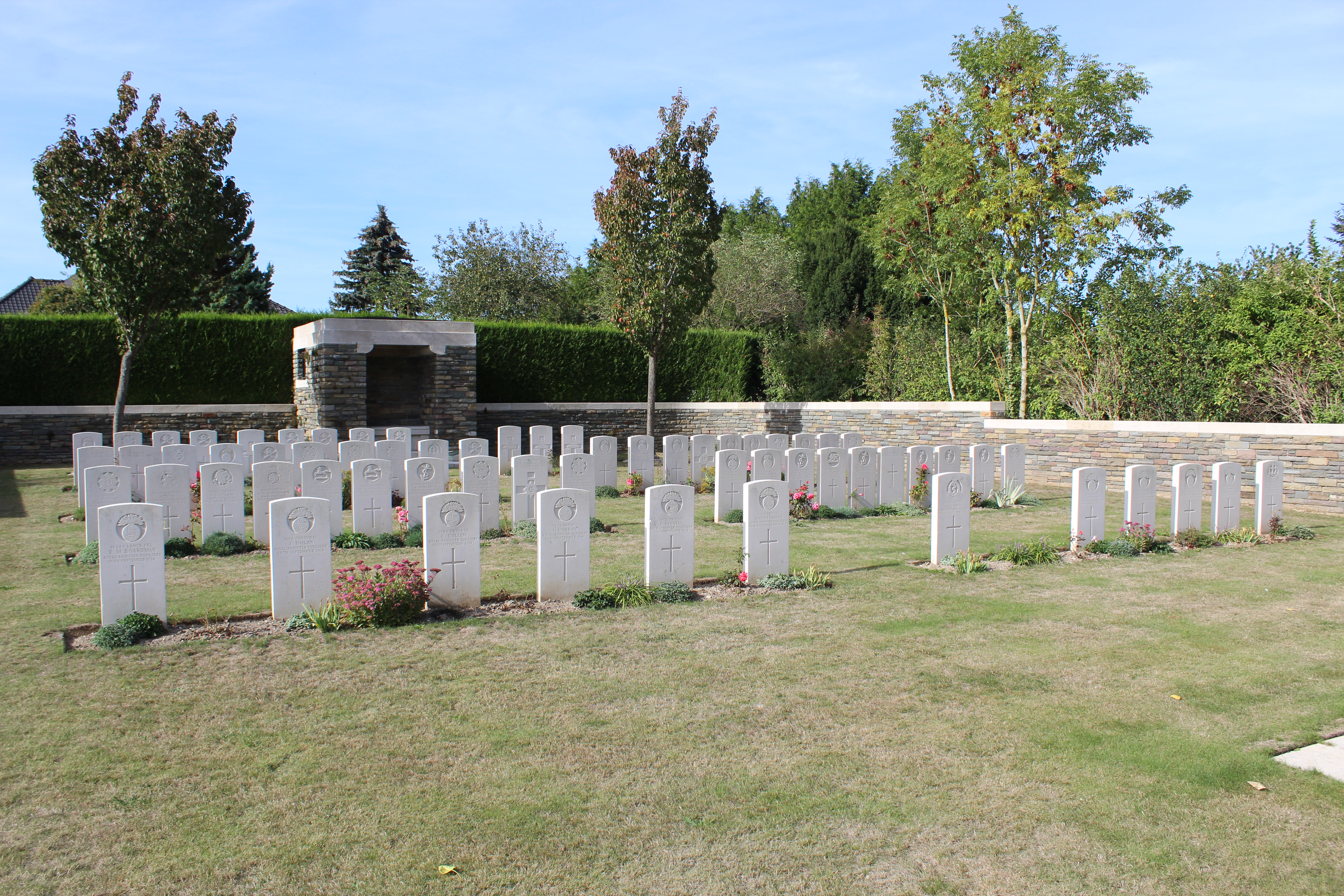
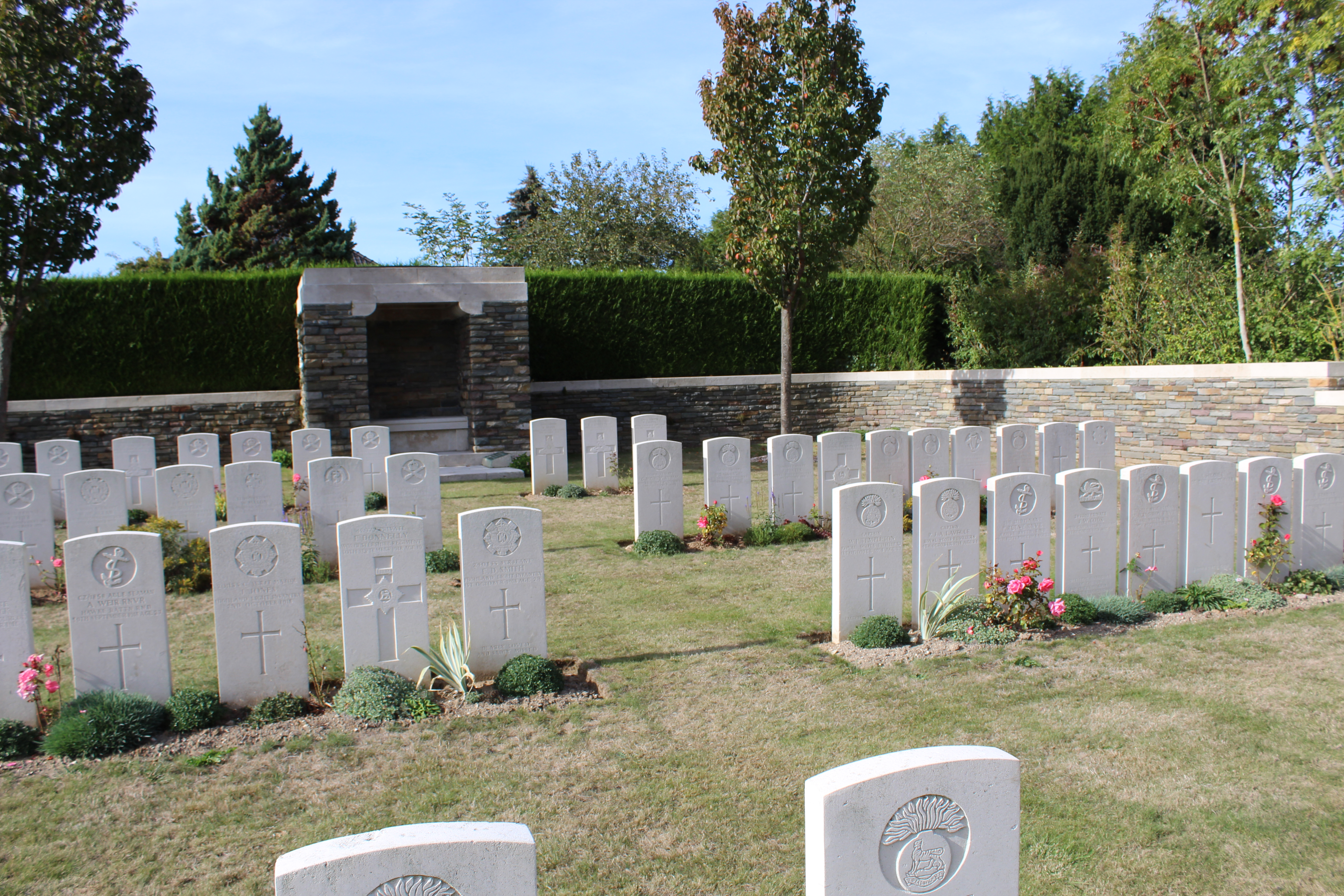
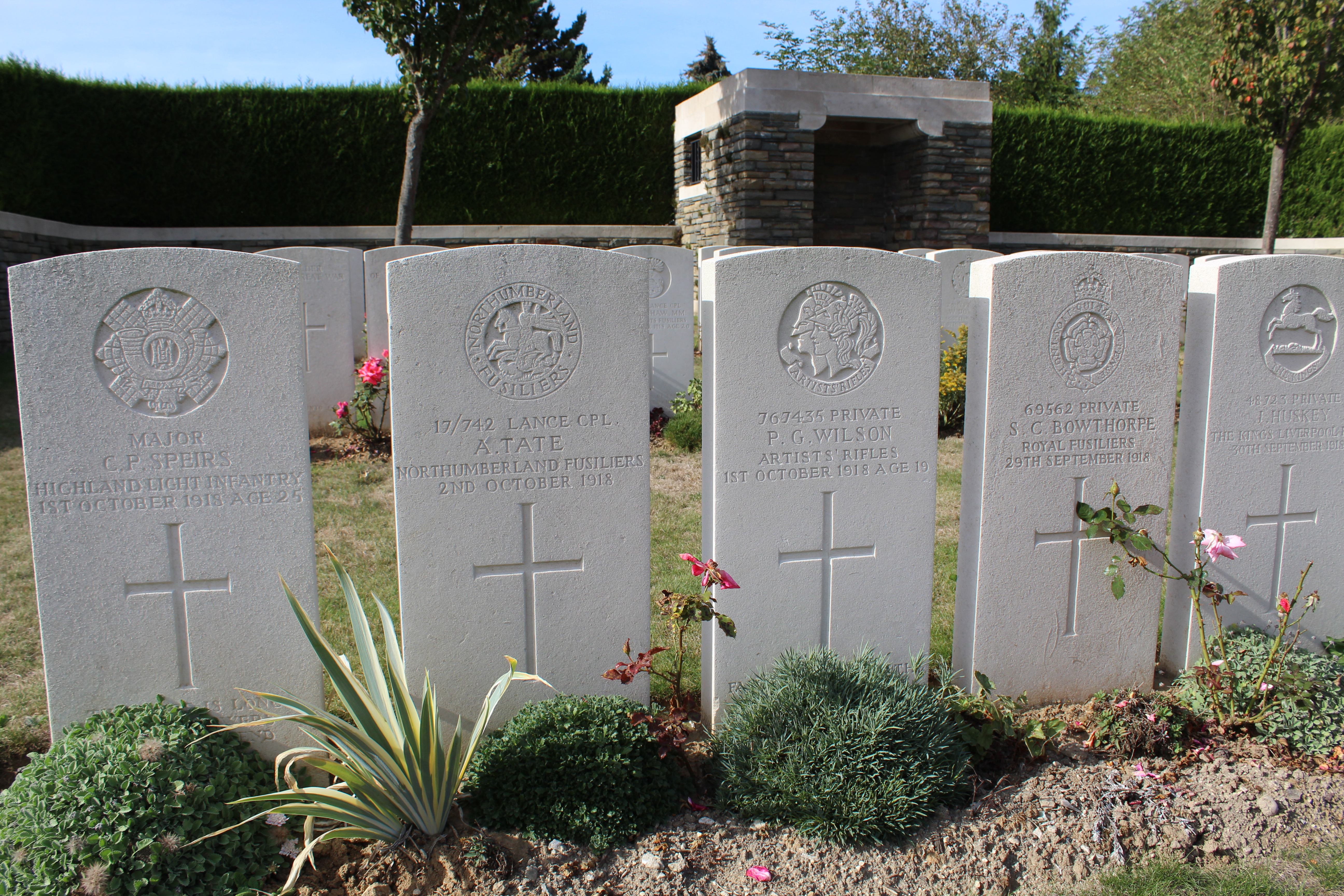
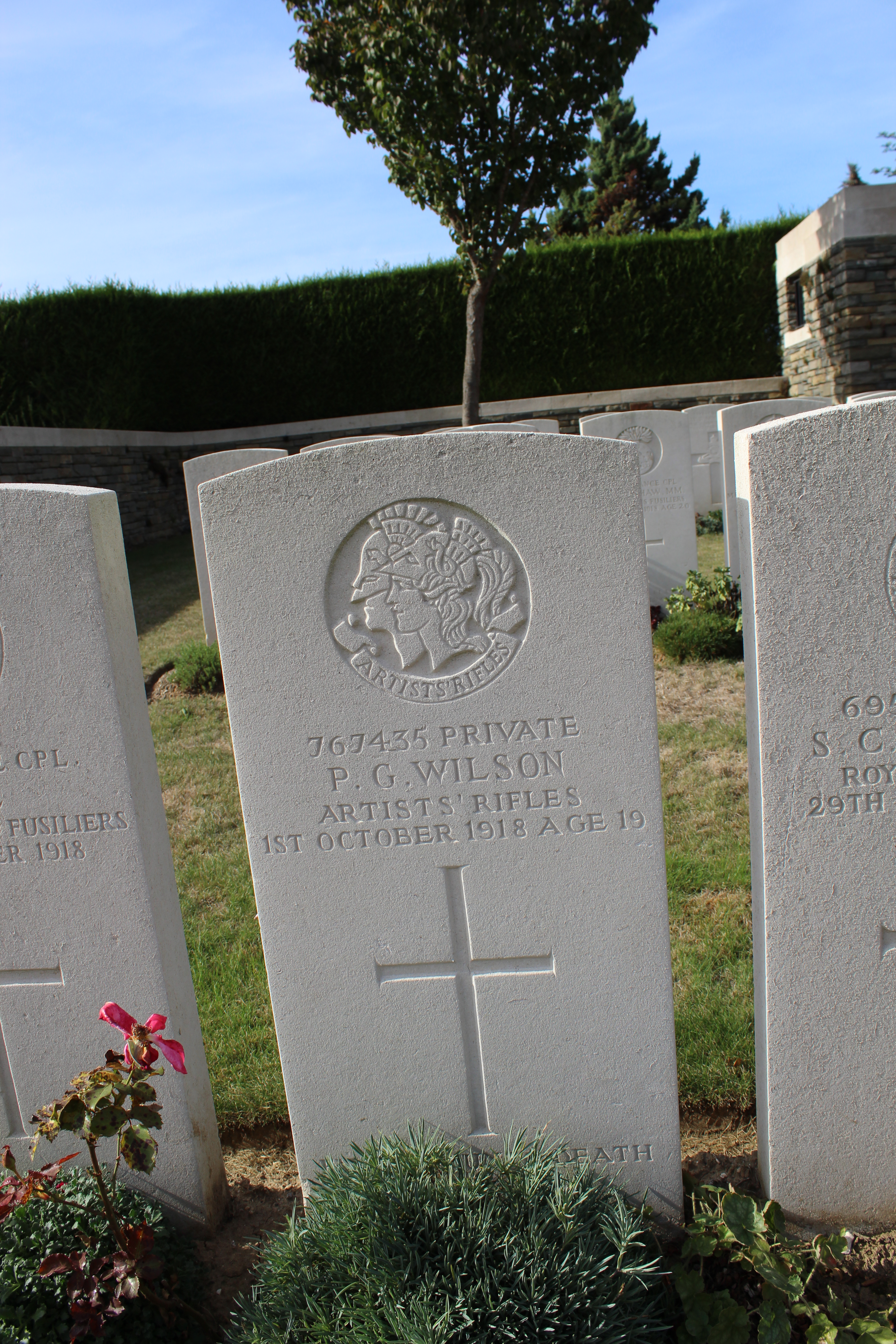

## Sépultures
| Pays        | Sépultures |
| ----------- | ---------- |
| Royaume-Uni | 68         |